# Estación Encarnación
La estación de Encarnación del ferrocarril Carlos Antonio López estaba ubicada en la ciudad de Encarnación en el sur de Paraguay. 

## Historia
La estación fue construida a principios del siglo XX y era la punta de rieles de la línea ferroviaria que parte desde Asunción. En 2009 fue demolida en el marco de las obras de reconstrucción de la costanera de Encarnación. Las tareas fueron realizadas por la Entidad Binacional Yacyretá para elevar la cota del embalse de la represa de Yacyretá. Una parte de los materiales de la estación fueron preservados y utilizados en la construcción de una réplica, fuera del ámbito ferroviario, y que será utilizada como centro cultural.
La estación es un monumento histórico y patrimonio cultural nacional de Paraguay.